# Прядь о Стуве
Прядь о Стуве (др.-сканд. Stúfs þáttr) — исландская прядь, повествующая о встрече скальда Стува Слепого и Харальда Сурового Правителя в доме норвежского бонда.
«Прядь о Стуве» сохранилась в двух версиях: как отдельный рассказ в нескольких списках XV в. и как одна из многочисленных вставных новелл, «впряденных» в «Сагу о Харальде Суровом Правителе», в свою очередь входящую в одно из самых значительных собраний саг о норвежских конунгах — так называемую «Гнилую Кожу» (Morkinskinna), кодекс, созданный в последней четверти XIII в.

## Действующие лица
- Стув Слепой — исландский скальд XI в. потомок знаменитого скальда Глума сына Гейри.
- Конунг Харальд Суровый — норвежский король.
- Бонд — имя его в пряди не упоминается.

## Содержание
Стув по делам своего наследства вынужден был отправиться из Исландии в Норвегию. В ходе своего путешествия он останавливается на ночлег в усадьбе одного бонда, к которому вскоре со своей дружиной прибывает конунг Харальд. При помощи своей наглости[чего?] и интеллекта Стува удается привлечь к себе внимание норвежского короля, а также добиться его расположения. Скальд складывает в честь Харальда хвалебную вису, и конунг делает его своим дружинником.

## Краткая версия «Пряди о Стуве»
Согласно А. Я. Гуревичу, в краткой версии пряди рассказ о поэтическом испытании героя, а с ним и вся заключительная сцена отсутствуют. Сказано лишь, что Стув явился к конунгу, и тот, с согласия своих людей, принял его в дружину, после чего исландец некоторое время оставался при Харальде, а впоследствии сложил о нем поминальную драпу.